# Гай Фонтей Капитон (претор)
Вижте пояснителната страница за други личности с името Гай Фонтей Капитон.
Гай Фонтей Капитон (на латински: Gaius Fonteius Capito) е политик на Римската република и претор през 169 пр.н.е..
Произлиза от плебейската фамилия Фонтеи (gens Fonteia) от Етрурия и Тускулум.